# Kasos

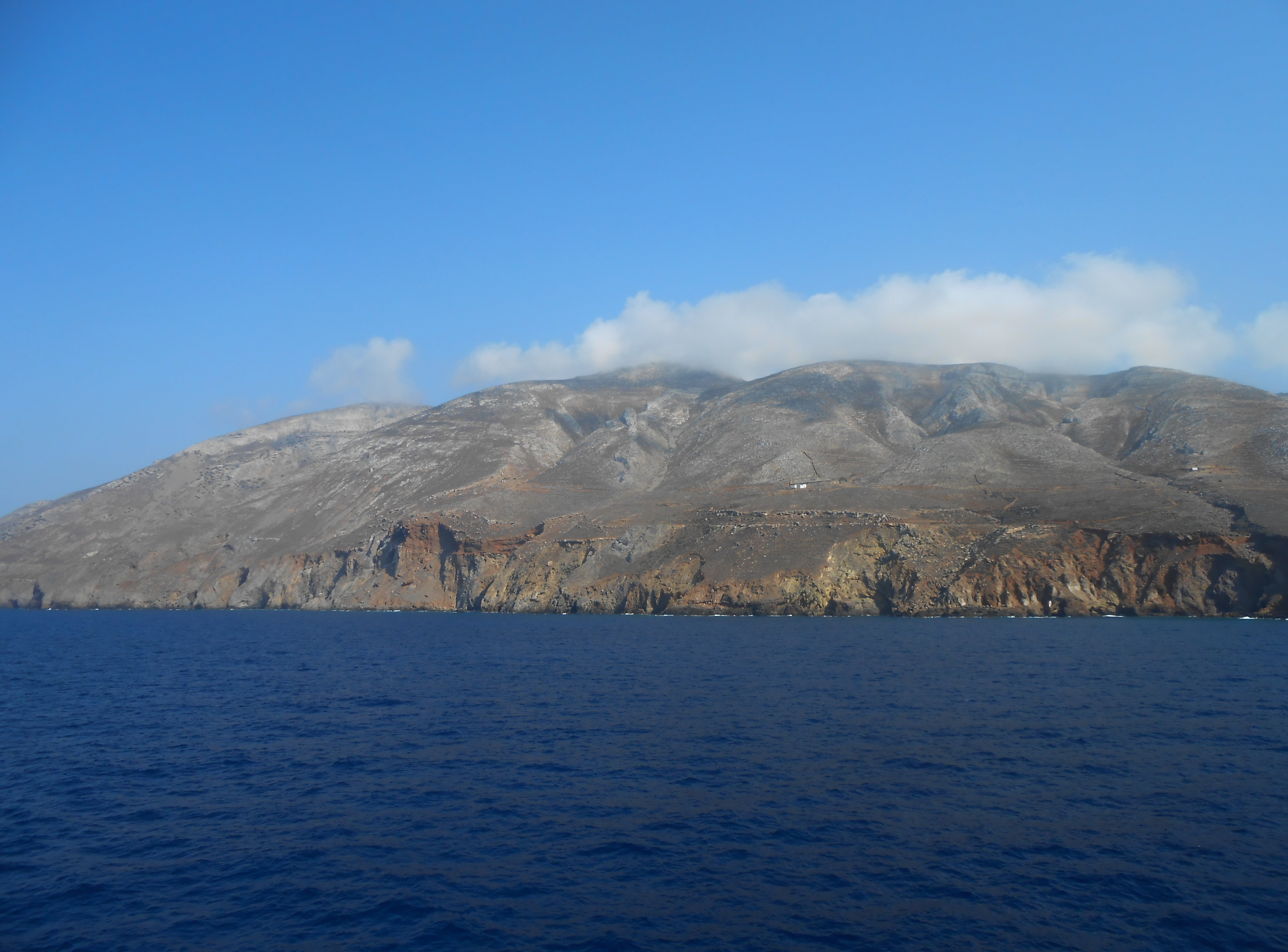
Insula Kasos

Kasos (/ˈkɑːsoʊs/; în greacă Κάσος, pronunțat [ˈka̠so̞s]) sau Casos este o municipalitate grecească insulară din Dodecanez. Este cea mai sudică insulă din Marea Egee și face parte din unitatea regională Karpathos. La recensământul din 2011, a avut o populație de 1084 de locuitori.

## Numele
Insula este cunoscută în italiană sub numele de Caso și în turcă ca Kașut sau Çoban (چوبان, Insula păstorilor).

## Istorie
În antichitate, Kasos (cunoscut pe atunci sub numele de Amphe (în greacă veche Ἄμφη), Astrabe (Άστράβη) și, cel mai adesea, Achnis) a fost folosit ca port sigur de către filisteni. Primele așezări cunoscute sunt de origine minoică și miceniană. Potrivit lui Homer (Iliada, 2.676), Kasos a contribuit cu nave în timpul războiului troian. În timpul antichității clasice, a avut o istorie asemănătoare cu cea a insulei Karpathos din apropiere. A făcut parte din Liga de la Delos.
Alături de Karpathos, a fost stăpânită din 1306 până în 1537 de familia venețiană Cornaro (Corner) apoi a fost cucerită de forțe ale Imperiului Otoman.
Kasos a participat la Războiul de Independență al Greciei și l-a susținut cu flota sa. În 1824, Muhammad Ali al Egiptului, furios pe locuitorii insulei, a trimis flota eyaletului Egipt spre insulă: armata egipteană a jefuit insula, a ucis 500 de oameni și a înrobit 2000, eveniment rămas în istorie ca masacrul din Kasos.
Populația insulei și-a revenit la fel ca și economia sa, bazată în mare parte pe transportul maritim. Apariția navelor cu aburi a făcut ca șantierul naval din Kasos (care a construit nave cu vele din lemn) să devină învechit și astfel economia a suferit. Începând cu sfârșitul jumătății secolului al XIX-lea, mulți oameni au emigrat din Kasos, inițial în Egipt (aproximativ 5.000 de oameni), apoi în Istanbul, Grecia, SUA și Africa de Sud. În anii 1920, din aproximativ cele 2.300 de case de pe insulă, doar 400 mai erau locuite permanent.
La 12 mai 1912, în timpul războiului italo-turc din 1911-1912, după așa-numita „Bătălie de la Cassos” care a avut loc la 29 ianuarie 1912, insula a fost ocupată de nava Marinei Regale Italiene Regina Elena. După semnarea Tratatului de la Lausanne din 1923, Kasos împreună cu celelalte insule din Dodecanez au intrat în Imperiul colonial italian ca parte a insulelor italiene din Marea Egee. Grupul de insule a fost cedat Greciei de către italieni prin Tratatele de pace de la Paris din 1947. Insula s-a alăturat oficial Regatului Greciei la 7 martie 1948 împreună cu celelalte insule din arhipelagul Dodecanez.

## Populație
Populația de Kasos a scăzut ani de zile, în paralel cu cea a majorității insulelor din Grecia. În timpul prosperității insulei, în timpul Revoluției Grecești din 1821, locuitorii săi ar fi fost de 12.000 de oameni. După masacrul egiptean și ocuparea insulei Kassos de către italieni în 1911, locuitorii - toți ortodocși greci - au scăzut foarte mult. Conform recensământului din 1917, populația din Kassos a scăzut la 1.855, deoarece mulți au emigrat în principal în Grecia și Egipt, ambele libere (principala destinație fiind orașele Canalului Suez, Port Said, Ismailia și Suez). În 1930 populația s-a micșorat și mai mult, ajungând la aproximativ 1.200 de locuitori. Recensământul neoficial al locuitorilor din Kassos din 2001 a oferit o ușoară reducere a populației sale la 990 de locuitori. Ultimul recensământ oficial din mai 2011 a arătat că numărul rezidenților permanenți ai insulei depășește ușor 1.000, ceea ce sugerează o creștere mică a populației față de recensământul anterior.

## Geografie

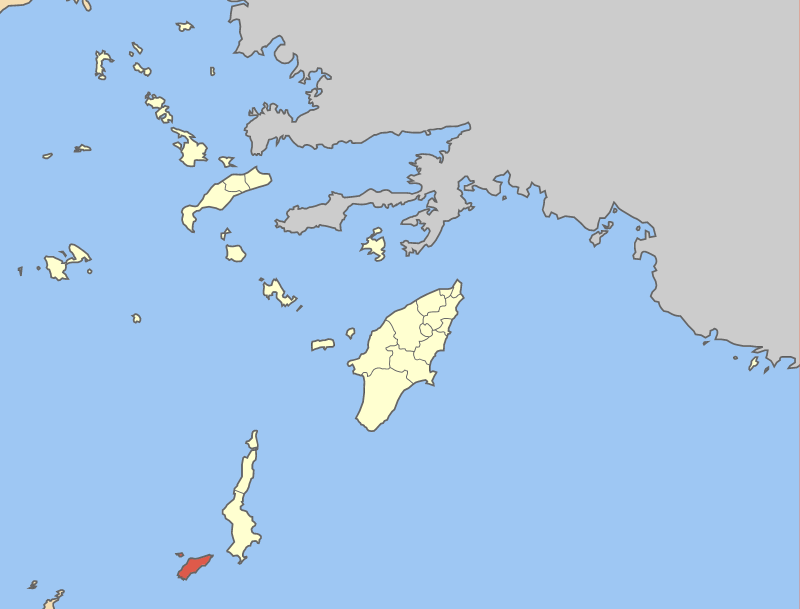
Kasos

Kasos se află la sud-vest de Karpathos, între această insulă și Creta. În apropierea insulei se află Strâmtoarea Kasos, prin care o parte din apa modificată a Atlanticului ajunge în Marea Cretei. Forma sa este eliptică și seamănă cu cea a insulei Rodos. Insula principală are o suprafață de 49 km² și are 17 km lungime și 6 km lățime. Este foarte muntoasă, muntele său cel mai înalt fiind Prionas, care are o înălțime de 550 m. Pe insulă se găsește apă dulce.
Municipalitatea Kasos (Δήμος Κάσου) include mai multe insule nelocuite departe în larg, dintre care cele mai mari sunt Armathia⁠(d) și Makronisi. Suprafața sa totală este de 69,464 km².
Insula are cinci sate, Fry (357 de locuitori), Agia Marina (444), Panagia (34), Poli (80) și Arvanitochori (169). Fry este capitala și găzduiește portul insulei, Agia Marina este cel mai populat sat. Agia Marina a fost capitala medievală a orașului Kassos și este satul care și-a legat direct numele de tragicul Masacru din Kassos. Acolo insularii și-au adunat majoritatea forțelor pentru a confrunta egiptenii și flota lor, condusă de Hussein Pașa, în mai 1824. Când insula a fost distrusă, Agia Marina a fost redusă la moloz.
Aeroportul din Kassos (IATA: KSJ, ICAO: LGKS) este situat în apropiere de Fry și este suficient de mare pentru ca un avion ATR 42 să aterizeze.

## Activități și produse principale

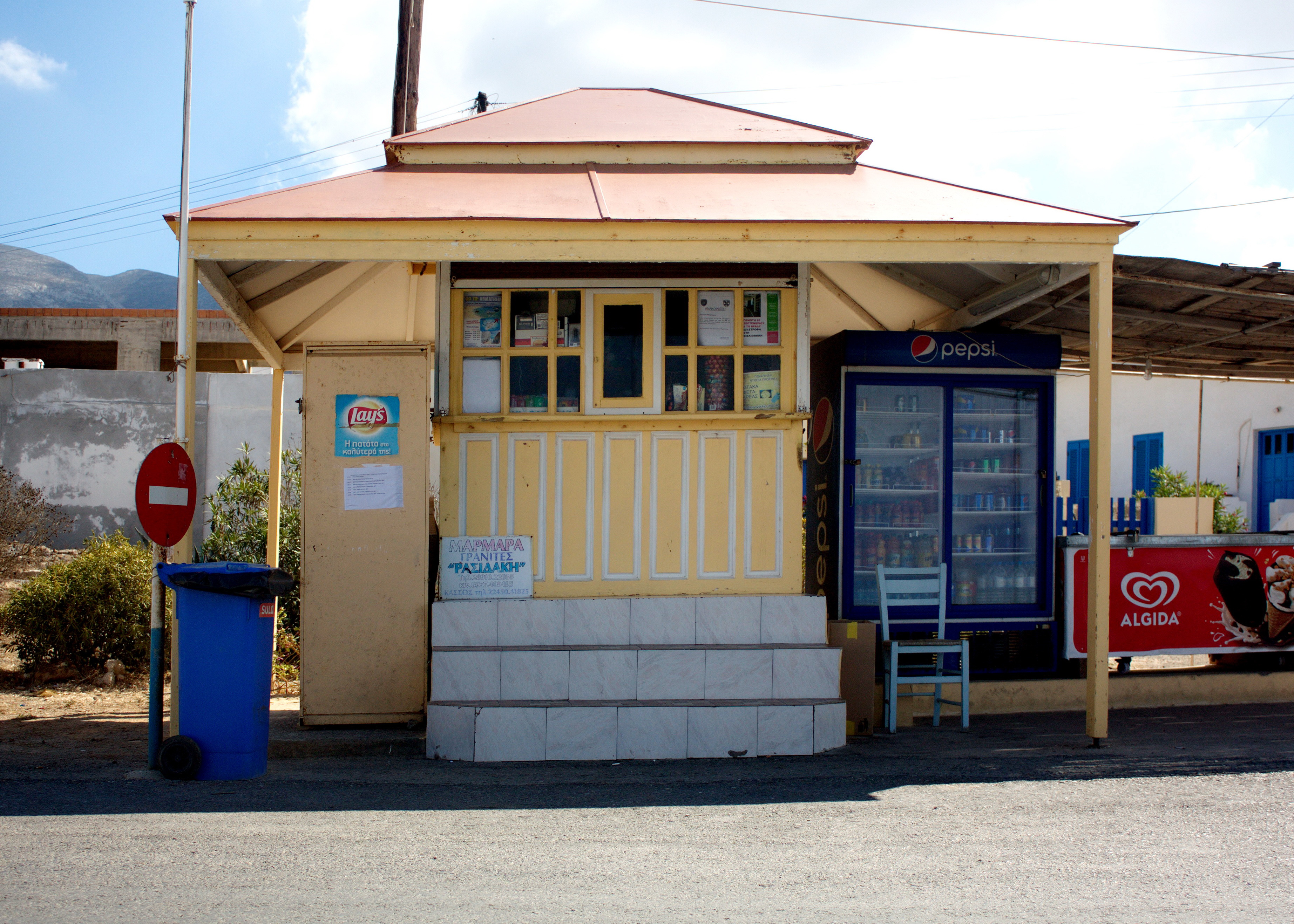
Chioșc din Kasos

Kasos se remarcă printr-un turism care nu este practicat la scară largă, calitatea peștelui, brânzeturilor și a altor specialități culinare și ospitalitatea sa față de vizitatori. Turismul în curs de dezvoltare se bazează în principal mici hoteluri de familie. Hostelurile tradiționale se înmulțesc treptat. Rețeaua turistică este susținută de o serie de mici restaurante, chioșcuri de băuturi răcoritoare și companii de închirieri auto.
Principala ocupație profesională a locuitorilor insulei este marinăria, urmată de creșterea animalelor, turismul, pescuitul, agricultura și apicultura. Există, de asemenea, multe familii grecești care provin din Kassos, cum ar fi familiile Kouloukoundis, Mavroleon, Pneumatikou, Diakaki, Rethymno, Nikolaou, Papadaki, Papadimitriou etc.
Insula are, de asemenea, o lungă tradiție zootehnică (nu este o coincidență faptul că insula Kassos a fost numită Çoban Adası = Insula păstorilor de către turci) și există încă o mare producție de carne de oaie și capră și produse din brânză. Cantități semnificative de pește proaspăt sunt prinse în Kasos, o parte din acestea fiind trimise pe piețele de pește din Rodos și Creta. O cantitate suficientă de ulei de măsline este, de asemenea, produsă de cele două mori de măsline care operează pe insulă (la Agia Marina și Arvanitochori). Insula produce o cantitate suficientă de miere prin locuitorii săi care practică apicultura tradițională. În Kasos, o fabrică modernă de produse tradiționale de brânzeturi a fost construită și funcționează din 2009 (proprietar Ioannis K. Bonapartis).

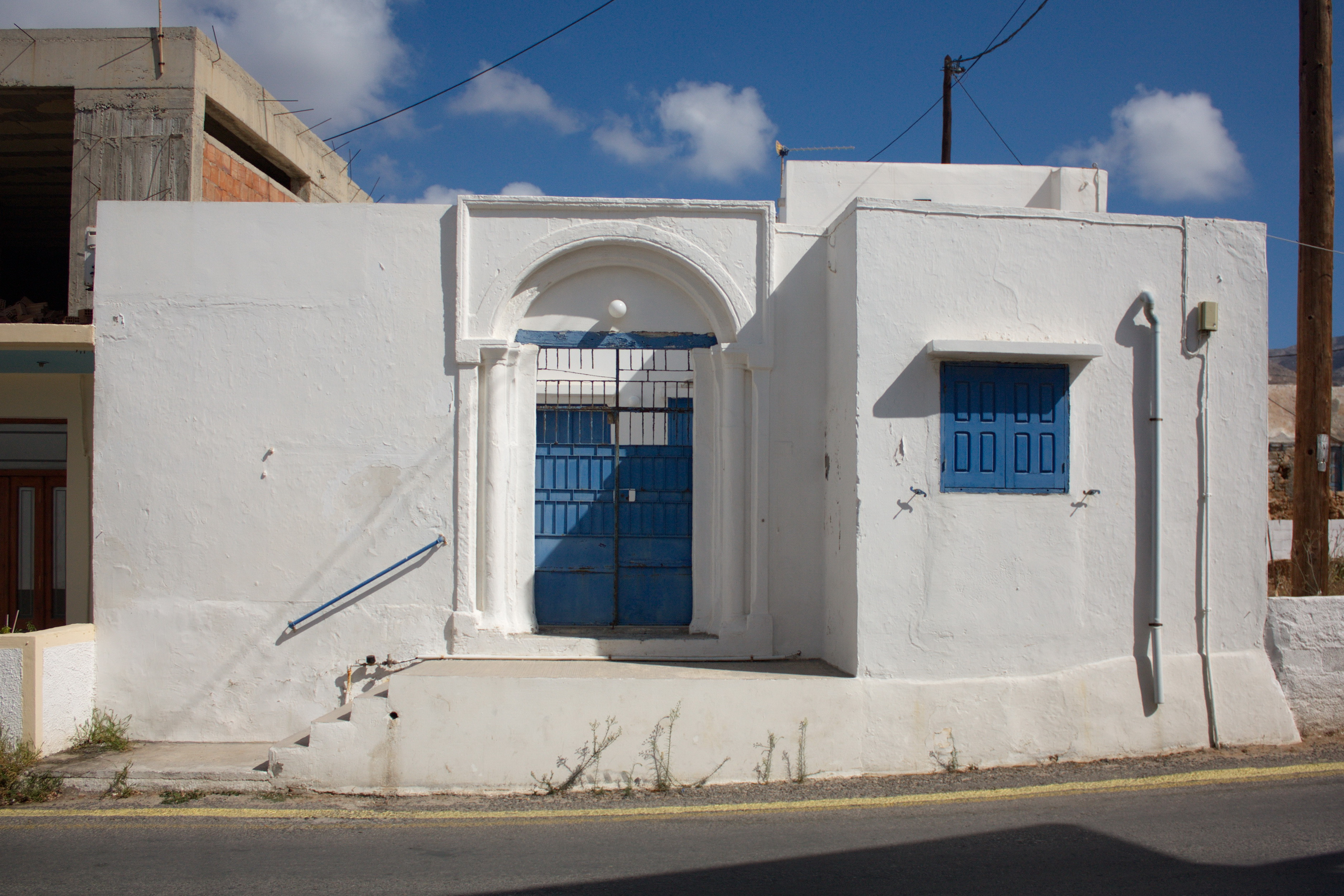
Casă din Kasos

## Sport
Pe insulă, are loc Campionatul local de fotbal din Kassos, din toamna anului 1966. De asemenea, are loc un campionat tradițional de golf, care se organizează în turnee de 5x5.

## Climat
Kasos are un climat mediteranean. Este unul dintre cele mai uscate locuri din Grecia și are unele dintre cele mai blânde ierni din țară.
| Date climatice pentru Kasos                                              | Date climatice pentru Kasos | Date climatice pentru Kasos | Date climatice pentru Kasos | Date climatice pentru Kasos | Date climatice pentru Kasos | Date climatice pentru Kasos | Date climatice pentru Kasos | Date climatice pentru Kasos | Date climatice pentru Kasos | Date climatice pentru Kasos | Date climatice pentru Kasos | Date climatice pentru Kasos | Date climatice pentru Kasos |
| Luna                                                                     | Ian                         | Feb                         | Mar                         | Apr                         | Mai                         | Iun                         | Iul                         | Aug                         | Sep                         | Oct                         | Nov                         | Dec                         | Anual                       |
| ------------------------------------------------------------------------ | --------------------------- | --------------------------- | --------------------------- | --------------------------- | --------------------------- | --------------------------- | --------------------------- | --------------------------- | --------------------------- | --------------------------- | --------------------------- | --------------------------- | --------------------------- |
| Maxima medie °C (°F)                                                     | 15.5 (59,9)                 | 16.3 (61,3)                 | 17.7 (63,9)                 | 19.2 (66,6)                 | 23.7 (74,7)                 | 26.3 (79,3)                 | 27.3 (81,1)                 | 27.7 (81,9)                 | 26.5 (79,7)                 | 25.3 (77,5)                 | 21.7 (71,1)                 | 18.5 (65,3)                 | 22,14 (71,86)               |
| Minima medie °C (°F)                                                     | 11.6 (52,9)                 | 11.6 (52,9)                 | 13 (55)                     | 14.2 (57,6)                 | 17.6 (63,7)                 | 21.5 (70,7)                 | 23.8 (74,8)                 | 24.6 (76,3)                 | 22.9 (73,2)                 | 20.5 (68,9)                 | 17.2 (63)                   | 14 (57)                     | 17,71 (63,87)               |
| Precipitații mm (inches)                                                 | 58.5 (2.303)                | 48.2 (1.898)                | 45.6 (1.795)                | 42.2 (1.661)                | 1.7 (0.067)                 | 0.5 (0.02)                  | 0.5 (0.02)                  | 0 (0)                       | 0 (0)                       | 29 (1.14)                   | 41.6 (1.638)                | 63.4 (2.496)                | 331,2 (13,039)              |
| Sursă: http://penteli.meteo.gr/stations/kasos/ (Mediile din 2019 & 2020) |                             |                             |                             |                             |                             |                             |                             |                             |                             |                             |                             |                             |                             |

## Arheologie
În 2019, arheologii marini au descoperit cinci naufragii care datează din mai multe perioade istorice diferite. Oamenii de știință au găsit, de asemenea, dovezi care indică existența unui port antic.
În ianuarie 2021, arheologii au dezvăluit patru naufragii, datând din epoca greacă, romană și bizantină. Una dintre epave era o navă romană veche de 2.000 de ani, cu o amforă. Arheologii au mai găsit tunuri din fier, ceramică, și câteva obiecte în neorânduială.

## Persoane notabile
- Kassia (venerată de Biserica Ortodoxă ca Sfânta Casiana), o stareță bizantină, poetă, compozitoare și imnografă.